# 大谷隆男
大谷 隆男（おおたに たかお、1955年10月28日 - ）は、日本の実業家。秩父鉄道代表取締役社長、日本民営鉄道協会副会長。

## 人物・経歴
岡山県出身。1978年横浜国立大学経営学部卒業、秩父セメント（現太平洋セメント）入社。1994年秩父小野田経理課長。2001年太平洋セメント熊谷工場業務部長兼秩父鉄道監査役。2007年太平洋セメント監査役室長。2009年太平洋セメント情報システム部長。2010年秩父鉄道常務取締役。
2011年から秩父鉄道代表取締役社長を務め、2017年には約14年ぶりとなる新駅としてソシオ流通センター駅を開設。2018年にはふかや花園駅を新設するなどし、熊谷市等の地方自治体の取り組みと連携するかたちでの旅客事業を進めるなどした。日本民営鉄道協会副会長、秩父開発機構取締役も歴任。